# 蒜山高原

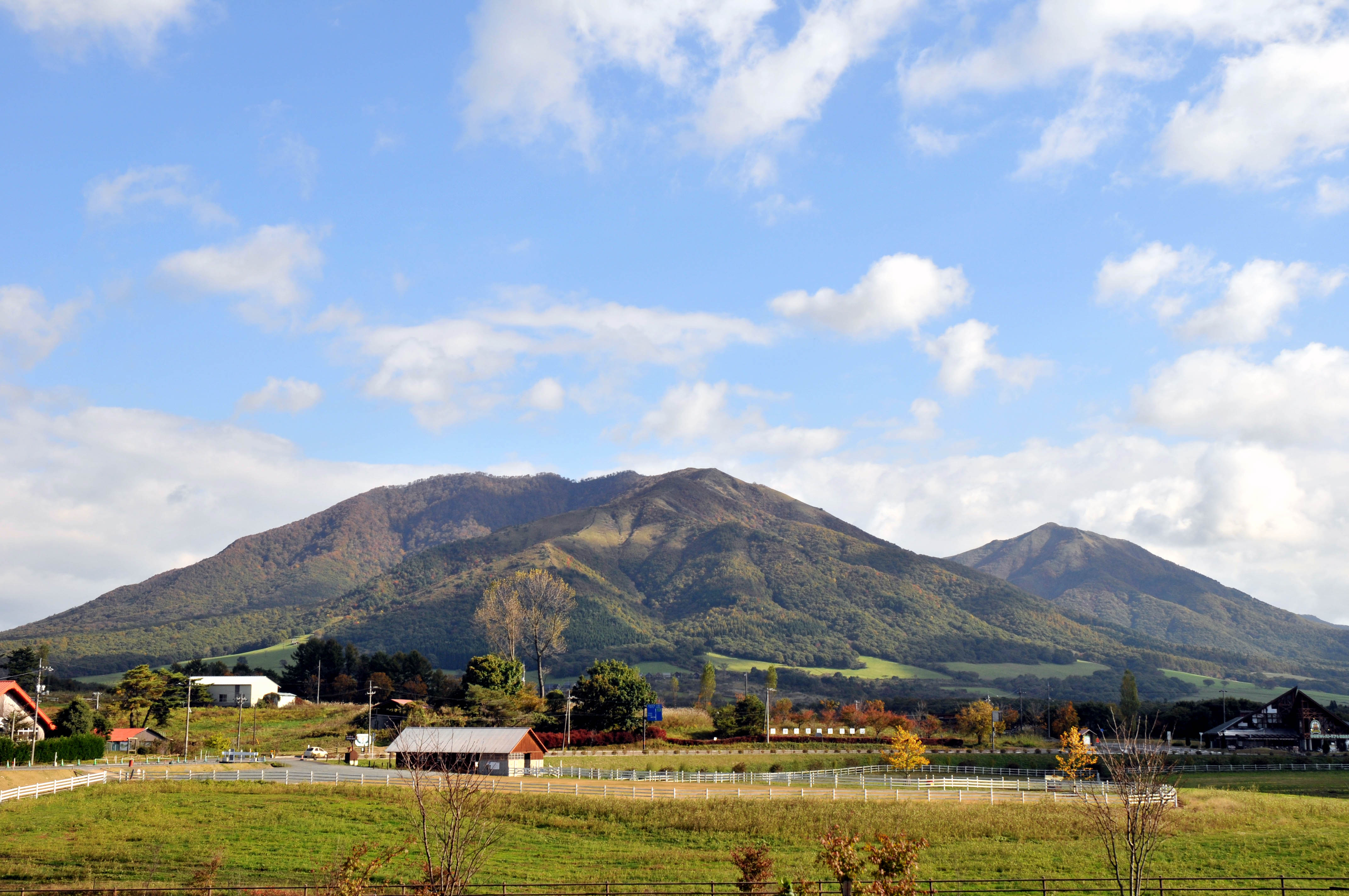
蒜山高原と上蒜山（中央）・中蒜山

蒜山高原（ひるぜんこうげん）は、岡山県真庭市北部の蒜山地方に位置する高原である。

## 概要
標高500 mから600 m程度の高原地帯であり、西日本を代表するリゾート地の一つである（関西（中国）地区の軽井沢とも呼ばれる）。また、日本有数の飼育数を誇るジャージー牛の牧場もある。週末やシーズンには京阪神・中国地方・四国地方方面からの観光客で大変賑わう。一帯は1936年2月1日に大山国立公園（現在の大山隠岐国立公園）に指定されている。
蒜山高原は、東西20 km、南北10 kmのなだらかな高原であり、成り立ちは、約100万年前の活発な火山活動により蒜山三座と呼ばれる山々が誕生し、そのため日本海に向かう川の流れが北から西に変わり、その後約35万年前の大山を中心とした噴火により西に向いた流れがせき止められ古蒜山原湖（こひるぜんばらこ）が誕生し、その後、大山を中心とする噴火活動により湖面の水が南に流れだし更新世中期の後半に干上がってできたものである。
大変風光明媚な場所だが、かつては軍用地（昭和初期の陸軍の射爆演習場）であった。
天候がよければ、北北西の方角に中国地方一の標高を持つ名峰、大山を見ることが出来る。

## 名物・特産品

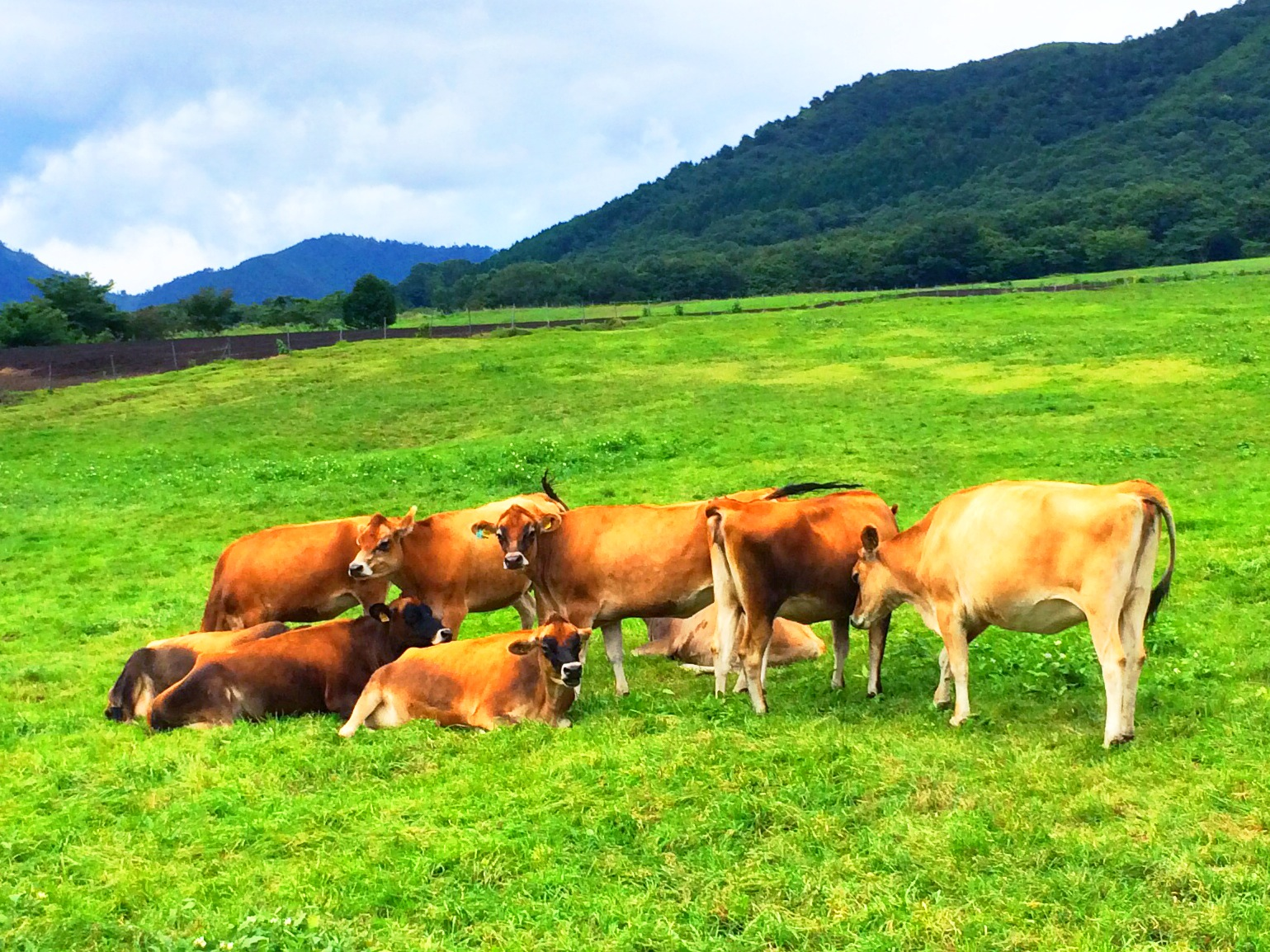
ジャージー牛

珪藻土
珪藻土は、古蒜山原湖の誕生により寒冷期において珪藻が発育したものが温暖期を迎えて死滅し堆積したものと考えられており、昭和5年に八束村（現真庭市）花園に昭和化学工業株式会社が設立され始めて採掘を行って以来、現在も採掘され濾過助剤等として利用されている。
蒜山大根
戦後の1947年からの開墾後、ダイコンの培栽に取り組み「蒜山大根」の名前で多いときには約250戸の農家が東は名古屋、西は九州まで出荷していた。2017年時点は、15戸が1,100トンを大阪や岡山、山陰の市場へ出荷している、2018年(平成30年)4月30日現在、真庭市が野菜生産出荷安定法（昭和41年法律第103号）に基づいた夏、秋冬だいこんの指定産地となっている。
ジャージー牛製品
蒜山高原では酪農が盛んで、特に飼育頭数日本一を誇るジャージー牛の乳製品は全国的にも知られている。全国へ流通される加工品や牛乳などは、真庭市にある蒜山酪農農業協同組合や岡山市に本社を置く会社が生産している。
ソバ
ソバ栽培には、日中と夜間の温度差が大きく、冷涼な気候という条件があり、この条件と蒜山の気候がマッチしていたことよりそばが栽培されていたが、一時は途絶えていたものを1997年（平成9年）に水田の転作事業として生産者23名、面積3.6 ヘクタールから再開し、2017年(平成29年)度には岡山県の全収穫量64トンの内、市町村としては1位の35トンを収穫するまでになっている。
焼そば（ひるぜん焼そば）
昭和30代頃から蒜山地方では、各家庭で工夫したタレで焼きそばやジンギスカンを食べることがブームとなっており、そのとき、「ますや食堂」（現在は閉店）のおばちゃんがニンニク・玉ネギ等を調合した味噌ダレに親鶏のかしわ肉とキャベツを用いた焼そばをつくり評判となり地域全体で食べられるようになっていた。2008年に発足した「ひるぜん焼そば好いとん会」が蒜山で単に「焼そば」とよばれていたものを「ひるぜん焼そば」と名づけ、地元の活性化を目的としてPR活動を行い、第6回B-1グランプリでゴールドグランプリを受賞するまでになり地域の名産品となっている。

## 妖怪伝承
スイトン
蒜山高原には「スイトン」と呼ばれる妖怪が出没すると言い伝えられている。スイトンは「悪人などのところに“スイー”っとやってきて、一本足で“トン”とその場に立ち、その場にいる悪人を引き裂き、食い殺す」と言われている。このスイトンを模した像は高原のいたるところに置かれており、いかに縁が深い妖怪かよくわかる。
一貫小僧
蒜山高原には「一貫小僧」（いっかんこぞう）という妖怪の伝承もある。袈裟を着て数珠を持った小坊主のような者が、登山者の前に経文を唱えながら現われ、言葉を一言交わすと姿を消すという。

## 主な観光施設

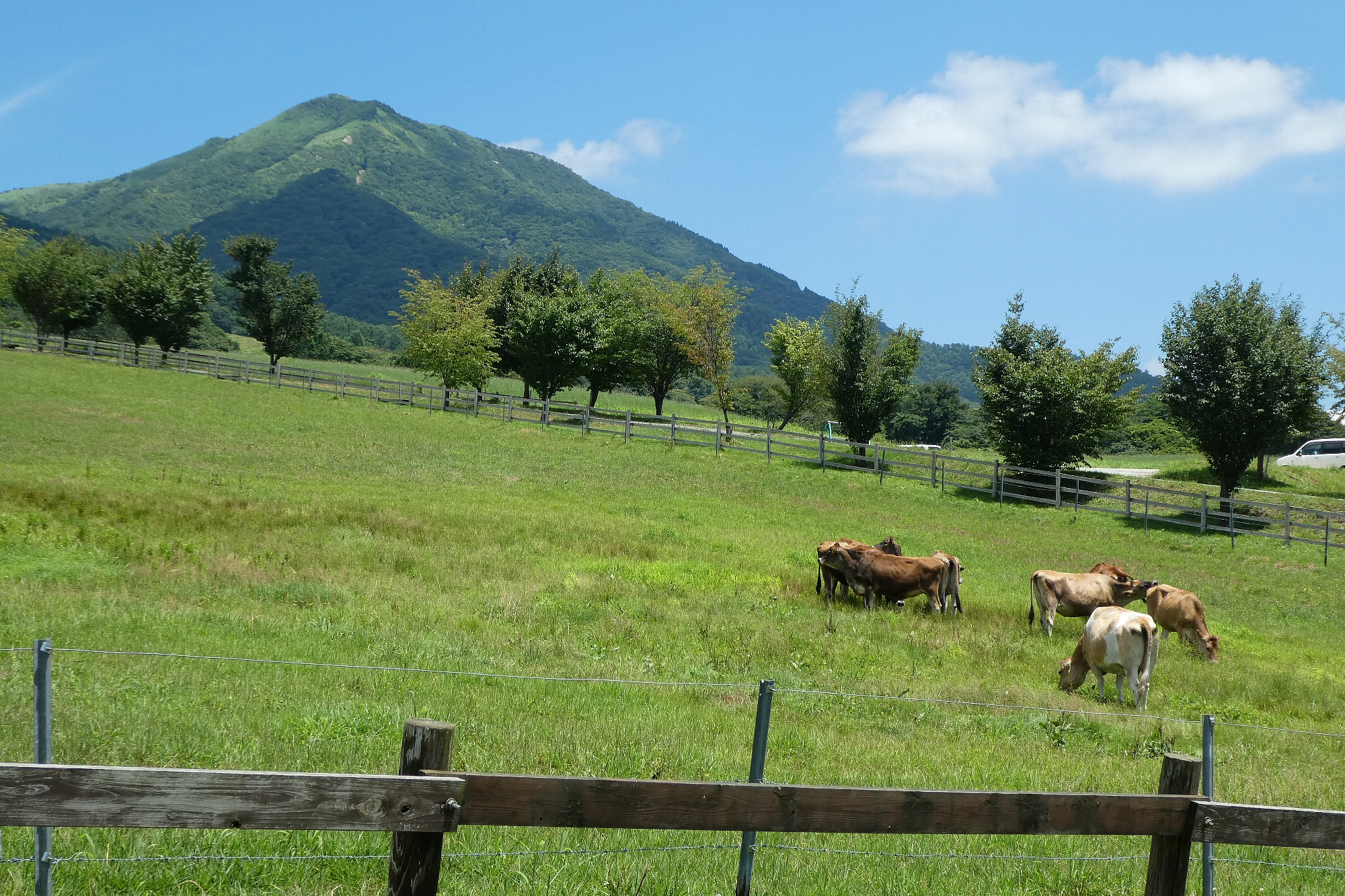
ひるぜんジャージーランド
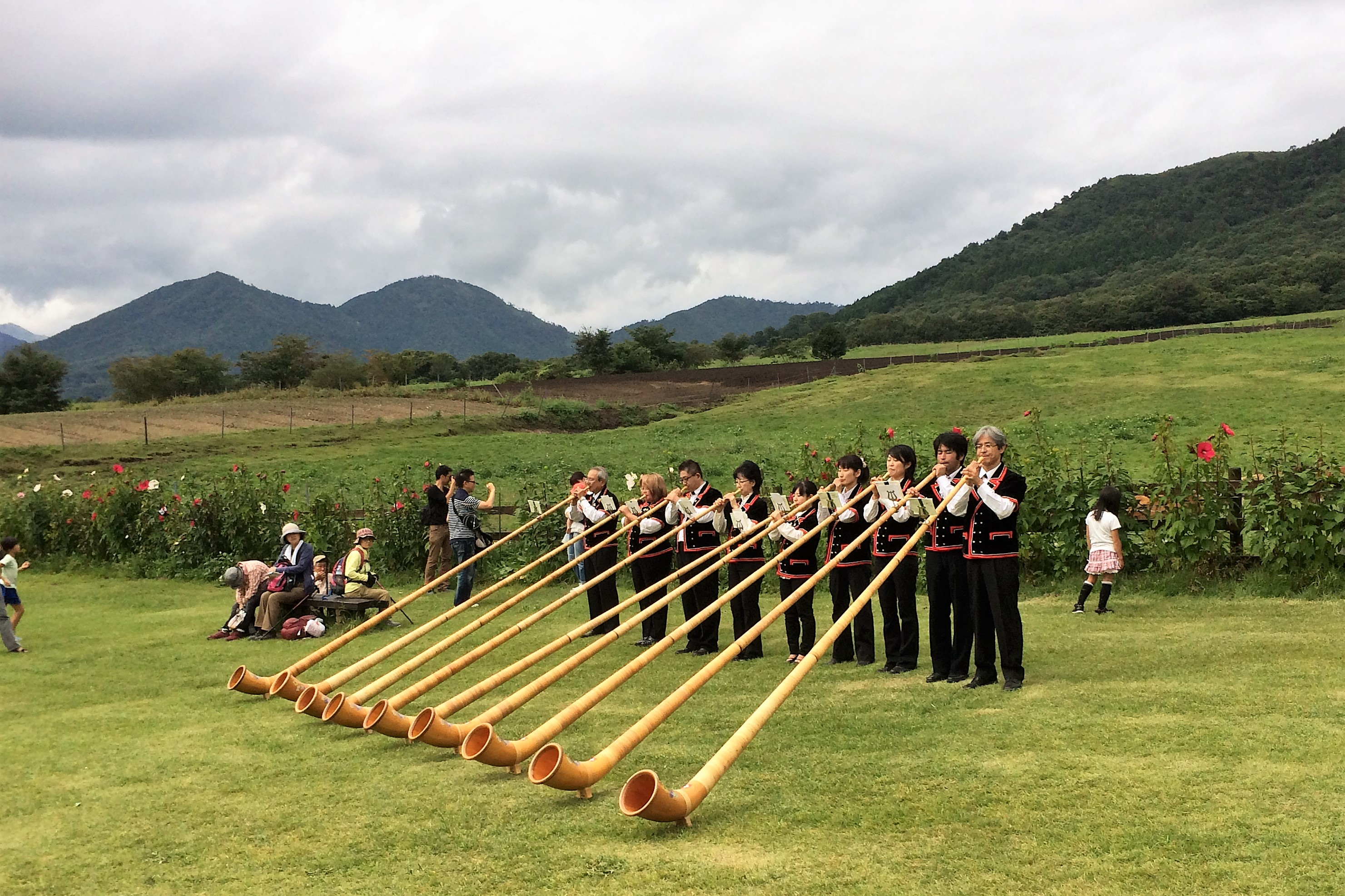
アルプホルンの演奏（ひるぜんジャージーランド）

- 蒜山ホースパーク
- 岡山県道702号八束川上自転車道線（蒜山高原自転車道）
- ひるぜんベアバレースキー場
- 蒜山高原キャンプ場
- 蒜山ハーブガーデン ハービル
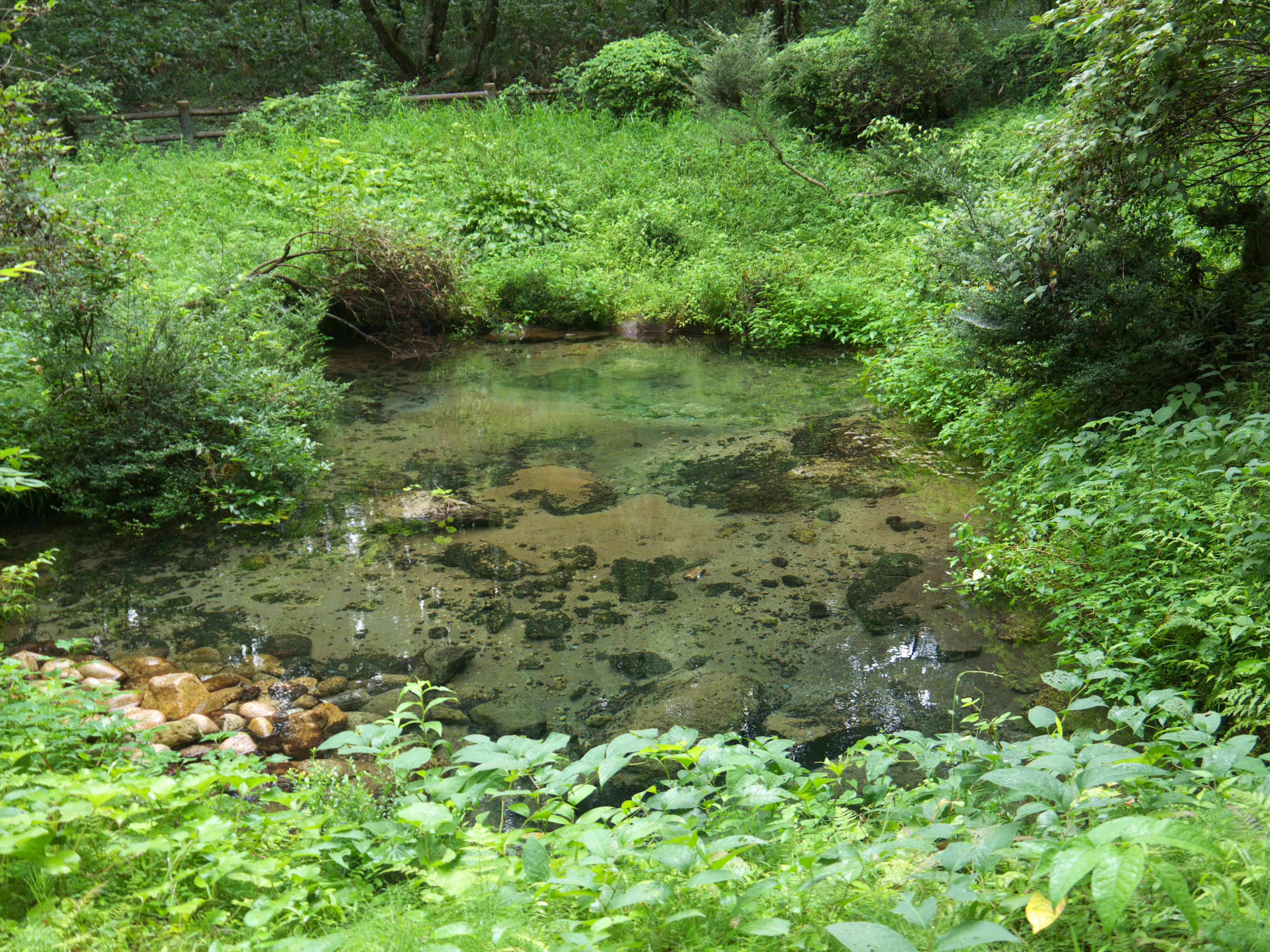
塩釜の冷泉
- WOOD PAO
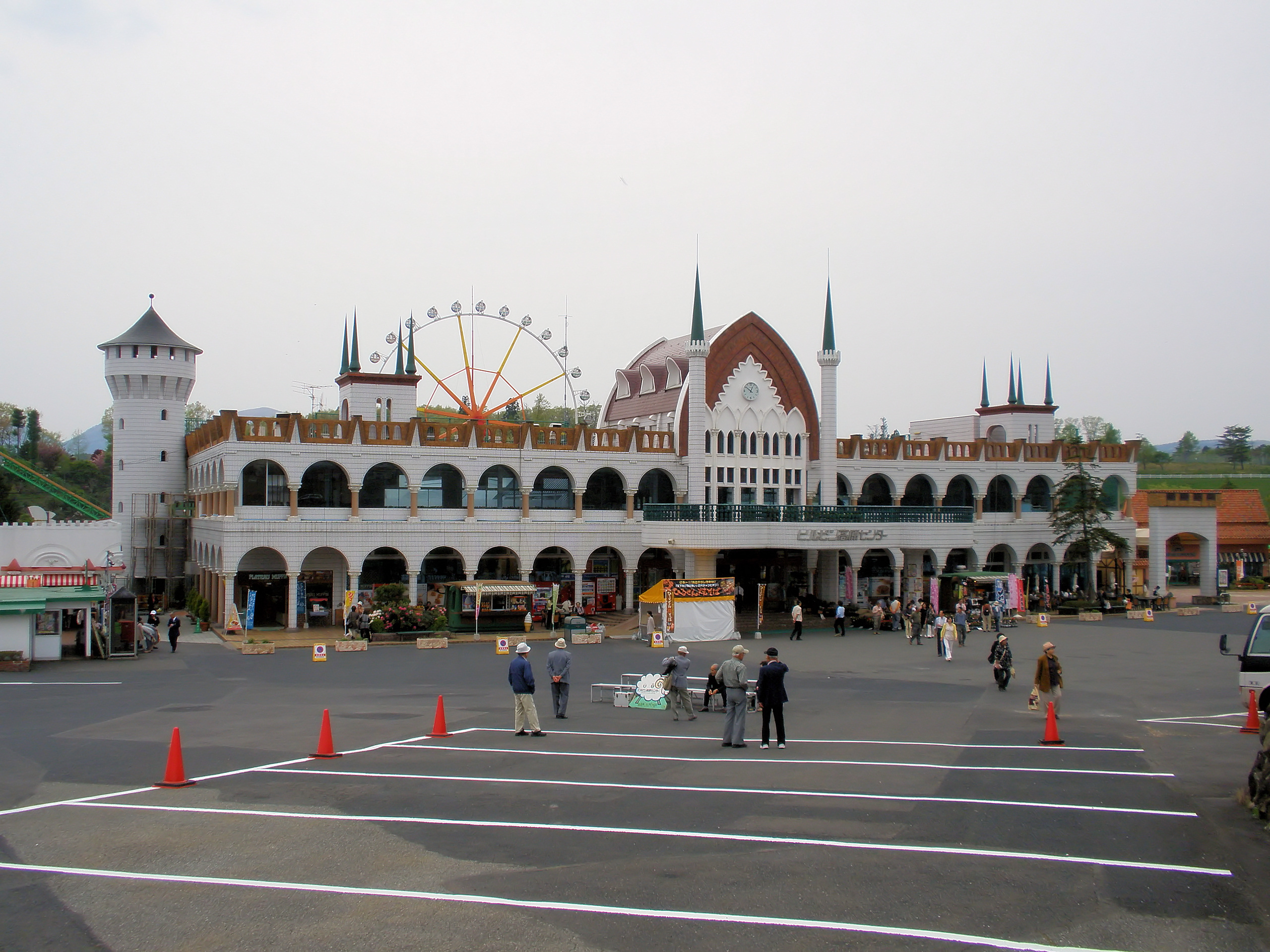
ヒルゼン高原センター
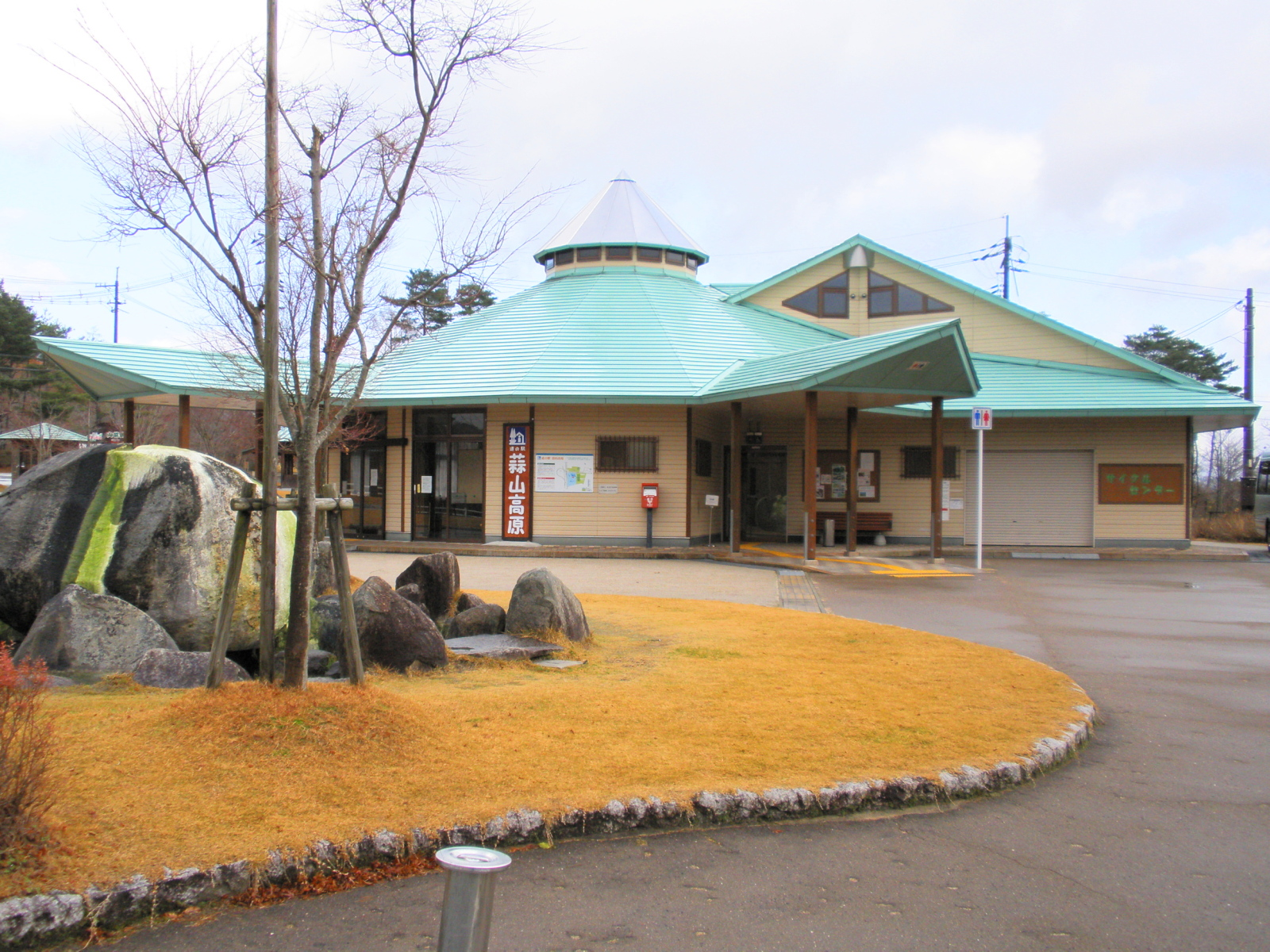
休暇村蒜山高原
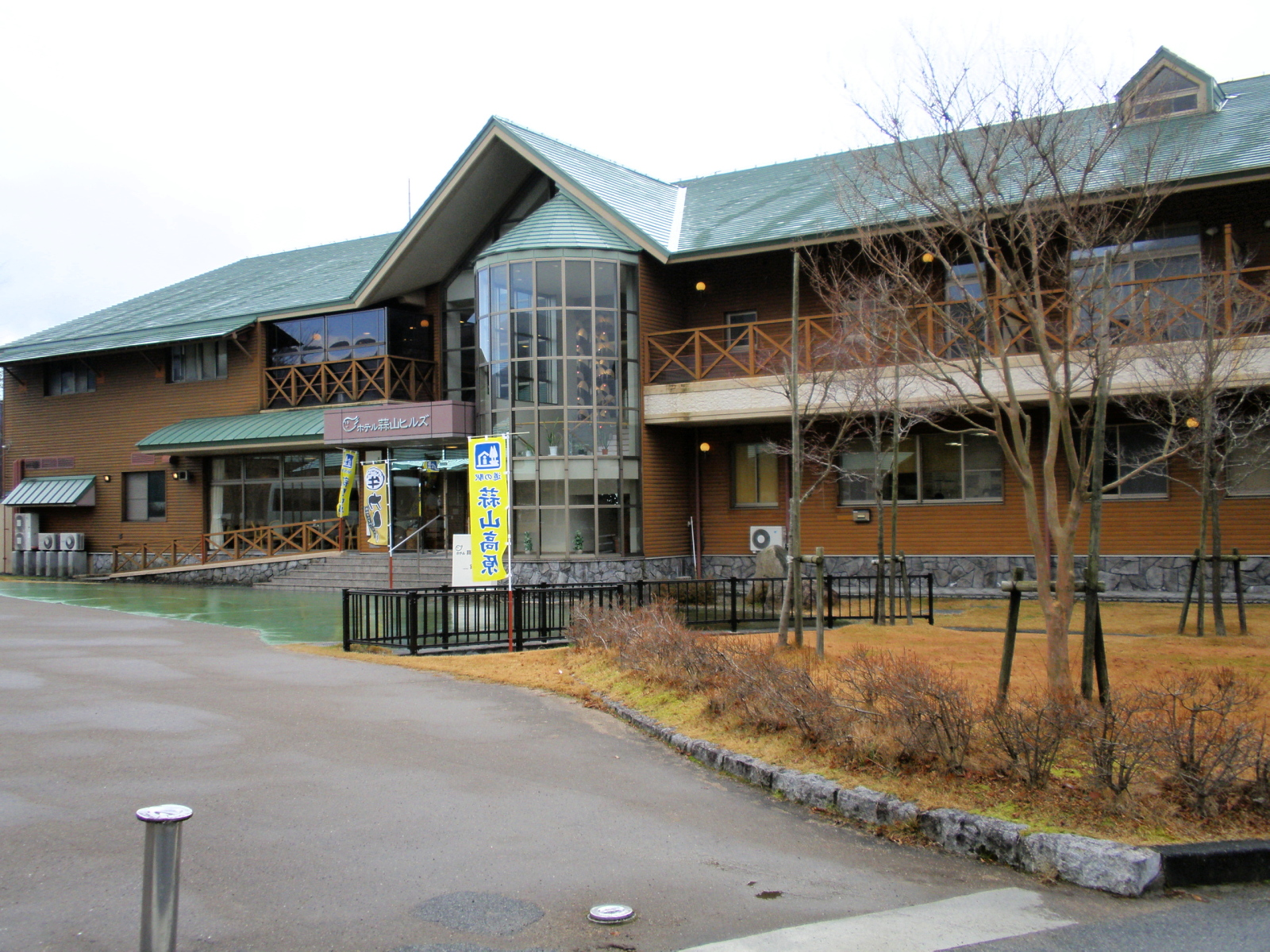
道の駅蒜山高原（ホテル蒜山ヒルズ）
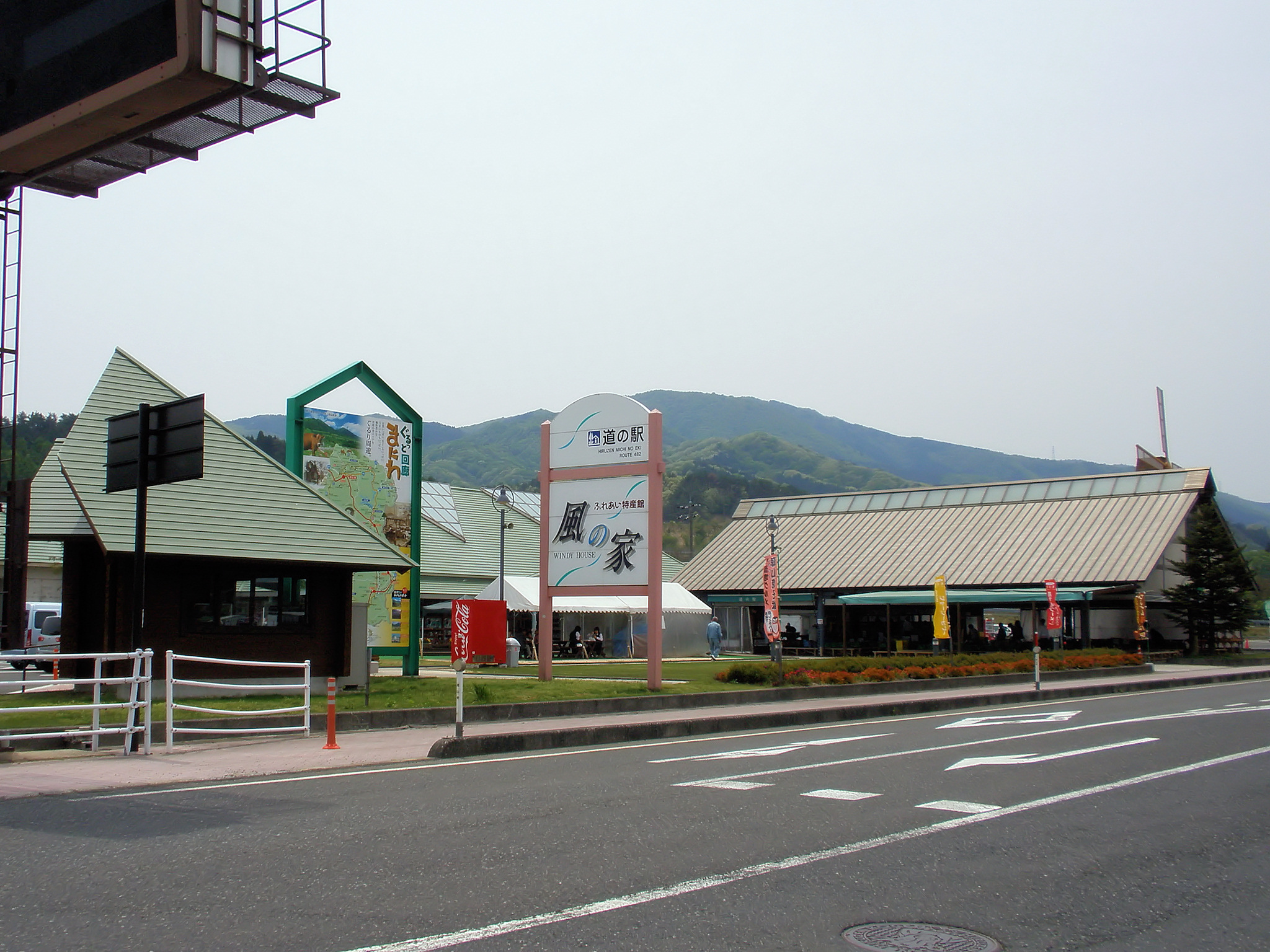
道の駅風の家

- ひるぜんジャージーランド
- アルプホルンの演奏（ひるぜんジャージーランド）
- 塩釜の冷泉
- ヒルゼン高原センター
- 道の駅蒜山高原
- ホテル蒜山ヒルズ
- 道の駅風の家

## 交通
国道482号と国道313号が高原を通過している。米子自動車道の蒜山ICからアクセスできる（同道路に蒜山高原SAがある）。但し鉄道が通っておらず、バスの本数も少ないため公共交通機関でのアクセスは不便である。公共交通機関でのアクセスは以下のとおり。
- JR姫新線中国勝山駅より真庭市コミュニティバス「まにわくん」蒜山・久世ルートに乗車、蒜山高原（休暇村前）下車。
  - JR山陽本線岡山駅から運行されている高速バス（中鉄北部バス「勝山～岡山線」）が終点の中国勝山駅にて上記バスに接続している。
- JR山陰本線倉吉駅から日本交通バス関金行に乗車、関金温泉にて真庭市コミュニティバス「まにわくん」中曽・関金ルートに乗り継ぎ、蒜山高原（休暇村前）下車。
- 大阪難波（OCAT）から高速バス（日本交通「山陰特急バス（米子～神戸・大阪線）」米子行き）に乗車、湯原・蒜山（二川BS）にて真庭市コミュニティバス「まにわくん」湯原・蒜山（二川BS）ルートに乗り継ぎ、蒜山高原下車。当ルートは高速バス・コミュニティバスとも予約制。
- 大阪梅田（WILLERバスターミナル大阪梅田）から高速バス（帝産観光バス「WILLER EXPRESS（大阪～米子・松江・出雲線）」出雲行き）に乗車、蒜山高原（道の駅風の家）下車。当ルートは予約制で、3月1日 - 11月30日の一部便のみ蒜山高原（道の駅風の家）を経由する。

## エピソード
1986年7月27日に蒜山高原で行われた「蒜山ミュージックフェスティバル」での聖飢魔IIの黒ミサ（人間界で言うライブないしコンサート）のオープニングにて、ボーカルのデーモン閣下が野外ステージの屋根から登場したが、屋根にぶら下がった状態からステージに飛び降りた際、機材セットにぶつかって左脚を骨折した。しかし、1曲目の「THE END OF THE CENTURY」歌唱直後のMCで、信者（ファン）に対して「蒜山高原の諸君、元気か?（歓声）吾輩は元気でなくなってしまった。急に」と発し、激痛に耐えながら公演を全うした。